# Історія Кореї
Ця стаття описує історію Кореї до середини XX століття, коли відбувся поділ на Північну та Південну частини. Див. також статті: Історія Південної Кореї та Історія Північної Кореї.
Історія Кореї охоплює події, що відбувалися на території Корейського півострова та прилеглих теренах з корейським народом та іншими народами, що мешкали на території сучасної Кореї.

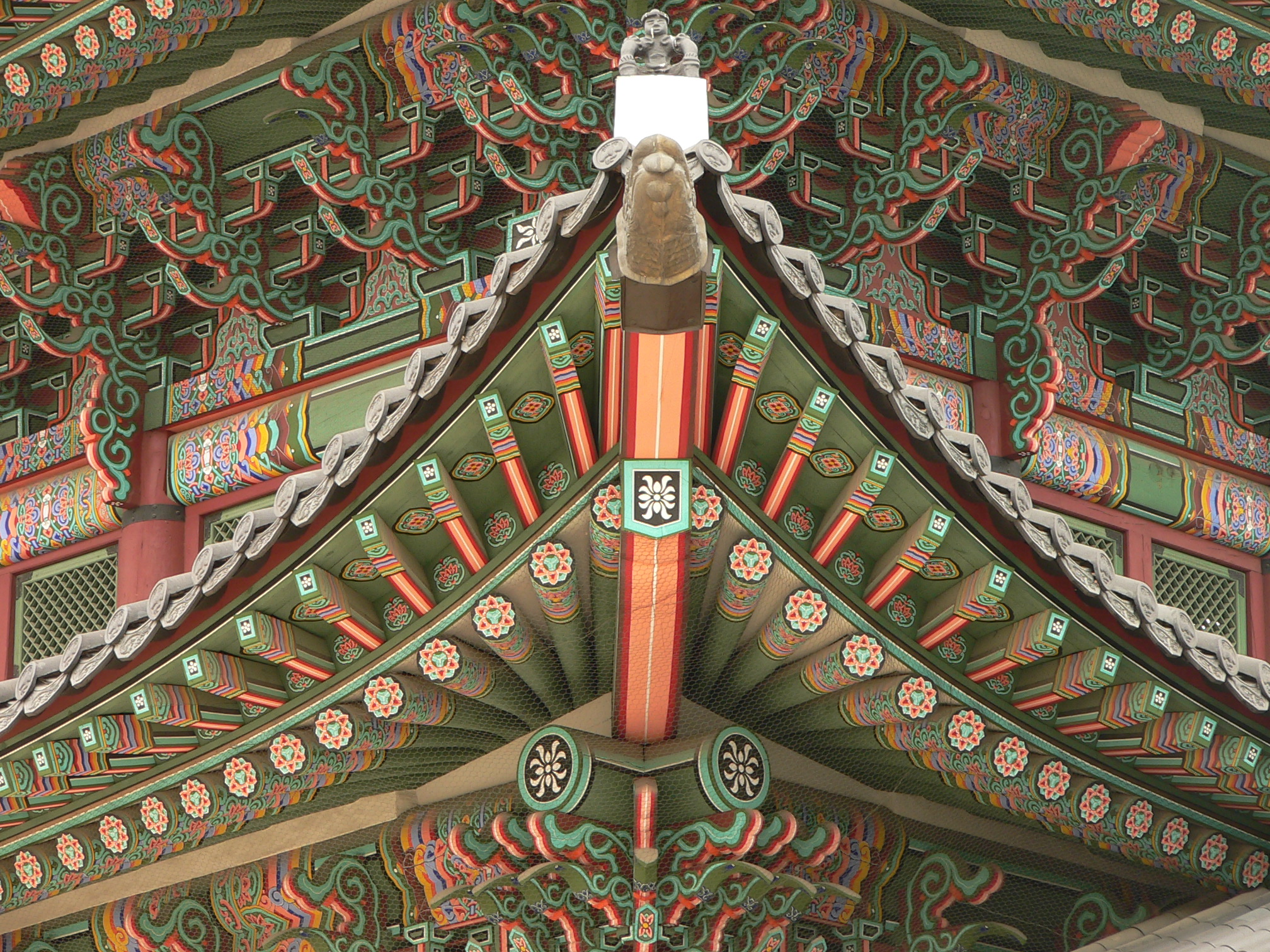
Архітектура епохи династії Чосон

## Рання історія
Археологічні знахідки свідчать, що люди з'явились на території Корейського півострова близько 700 тисяч років тому. У провінціях Хамґьон-Пукто, Пхьонан-Намдо, Кьонґідо і Чхунчхон-Пукто знаходять велику кількість кам'яного знаряддя, яке відноситься до епохи палеоліту. Люди тих часів жили в печерах та інколи будували примітивні будинки.
Найдревніший корейський гончарний предмет відноситься до 8000 року до н. е. Керамічні предмети віком 3500-2000 років до Різдва Христового (Р. Х) (Гончарний період Чільмун) знаходять по всій території півострова, а також у Приморському краї Росії, Монголії та Маньчжурії.

## Кочосон
За легендою, перша корейська держава була заснована сином жінки-ведмедиці та небожителя Танґуном у 2333 році до Р. Х. Історики називають найраніший етап корейської історії періодом Кочосон (старий Чосон). Територія Кочосону знаходилася в північному районі Корейського півострова та Маньчжурії. У 108 році до Р. Х. Кочосон був захоплений китайцями.
Вважається, що на початку свого розвитку Кочосон був міжплемінним утворенням, яке складалося з окремих міст-держав, а централізованою державою він став близько 4 століття до Р. Х. Приблизно в той же час на півдні півострова утворилася держава Чін, яка стала попередником конфедерації Самхан.

## Ранні держави (108 до Р. Х.—3 століття)

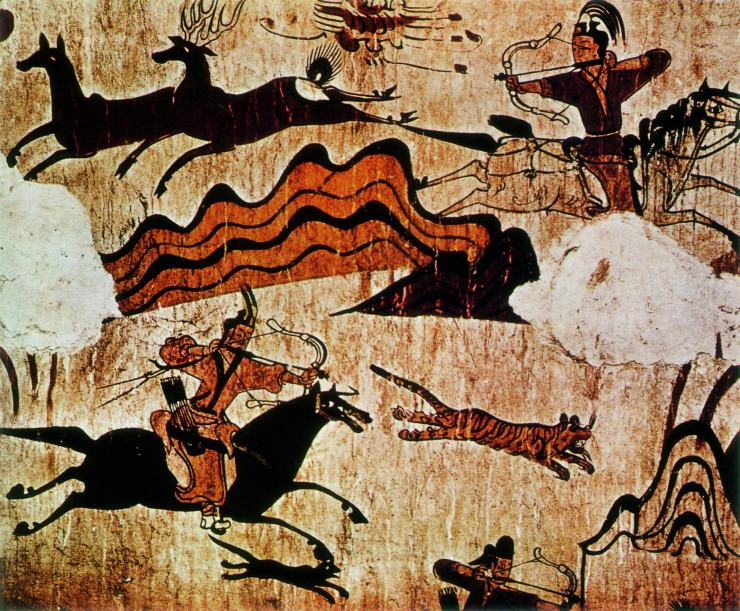
Фрески з гробниця у Когурьо. Полювання знаті

Після падіння Кочосону на території півострова утворилися три племінні об'єднання: Махан, Чінхан і Пьонхан (збірна назва Самхан).
На півночі виникла держава Когурьо, що проголосила себе спадкоємцем Пуйо. Також на території колишнього Кочосона виникло кілька невеликих держав, серед яких найвідоміші Окчо і Тон'є (Східне Є).

## Три царства
На початку нашої ери з племінних об'єднань, що залишилися після розпаду Кочосона, сформували три ранньофеодальні держави — Сілла, Пекче і Когурьо.

## Пархе і Об'єднання Сілла
Основні статті: Пархе, Об'єднання Сілла
Після завоювання Когурьо і Пекче у 676 році, виникла держава Об'єднання Сілла, яка в 935 році змінилася державою Корьо.
У той же час на півночі розвивалася держава Пархе.
Цей період в історії Кореї був ознаменований розквітом буддизму.

## Пізні три королівства
У період пізніх трьох королівств (892–936) на Корейському півострові було три держави: Сілла, Хупекче, («Пізне Пекче») та Тхебон (або Хукогурьо, «Пізне Когурьо»).

## Корьо
Корьо була заснована в 918 році і до 936 року об'єднала півострів. Слово «Корьо» стало прообразом сучасного «Корея». Правління династії продовжувалось до 1392 року. У цей період був розроблений детальний звіт законів. Буддизм поширився по всьому півострову.
У 1231 році монголи почали набіги на Корьо і після 25 років боротьби король держави був змушений стати монгольським данником. Наступні 80 років Корея провела під монгольським ігом. Перша сплата данини монголам припадає на 1241 рік; корейські керівники постійно з'являлися до двору монгольських імператорів. Там жили й нащадки престолу, які поверталися в Корьо тільки після смерті батька для вступу (з дозволу монгольського імператора) на престол. У деяких випадках корейський правитель та його свита носили монгольські костюми.
Через те, що монголів роздирали власні внутрішні чвари, цим скористався король Конмін, який зміг позбутися монгольської залежності.
Коли в Китаї впала Юаньська династія і стала правити Мінська, Корьо опинилася на роздоріжжі. З одного боку, корейці визнавали свою васальну залежність від нової династії (1368), а з іншого — підтримували відносини з монголами, які залишили Китай. Врешті-решт, Корьо відкрито прийняла бік останніх і відправила своє військо до кордонів Китаю. Таким станом справ скористався тесть останнього правителя династії та головнокомандувач корейською армією Лі Сонгьо (кит. Лі-чен-гуй або Лі-тань). Він скинув династію Корьо та заснував у 1392 році нову державу, відому під ім'ям Чосон.

## Чосон
Столиця Чосон була перенесена в Хансон, сучасний Сеул, а в 1394 році офіційною релігією було прийнято китайське конфуціанство. У 15 сторіччі був розроблений корейський алфавіт хангиль.
У період з 1592 до 1598 року Корея зазнала японських вторгнень. Після агресії з боку Маньчжурії в 1627 та 1636 роках династія Чосон стала данником імперії Цін.

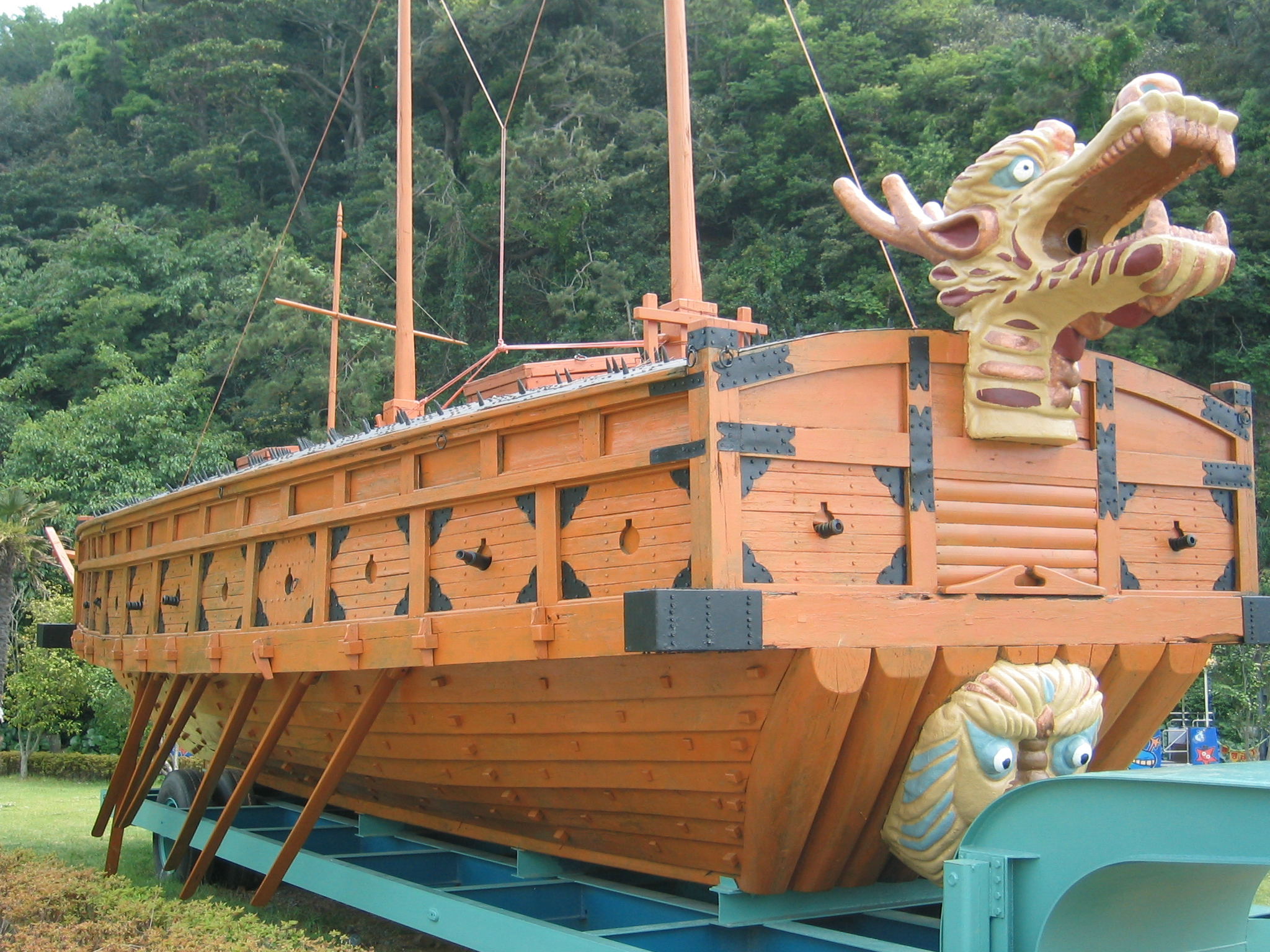
Корабель-черепаха кобуксон часів японсько-корейської війни

Внутрішня політика Чосона повністю керувалася конфуціанською бюрократією. Попри спроби вестернізуватися, Корея залишилася закритою державою.

### Останні роки
У 1893—1894 роки почався революційний рух під керівництвом партії Тога-куто, що змусив корейського короля звернутися за допомогою до Китаю. Китайський уряд відправив свої війська в Корею, на що Японія відповіла відправкою своїх. Почалася Японсько-Китайська війна 1894—1895 років. Корея офіційно в ній участі не брала, але бойові дії відбувалися на її території. Після війни Корея фактично перейшла в японську зону впливу.
Король з цього моменту керував державою під контролем Японії. 11 лютого 1896 року він втік із палацу і сховався у російській амбасаді, де прожив цілий рік. Лише у березні 1897 року він повернувся до свого палацу, після чого прийняв титул імператора, однак реальної влади він не мав, як власне й імперії.

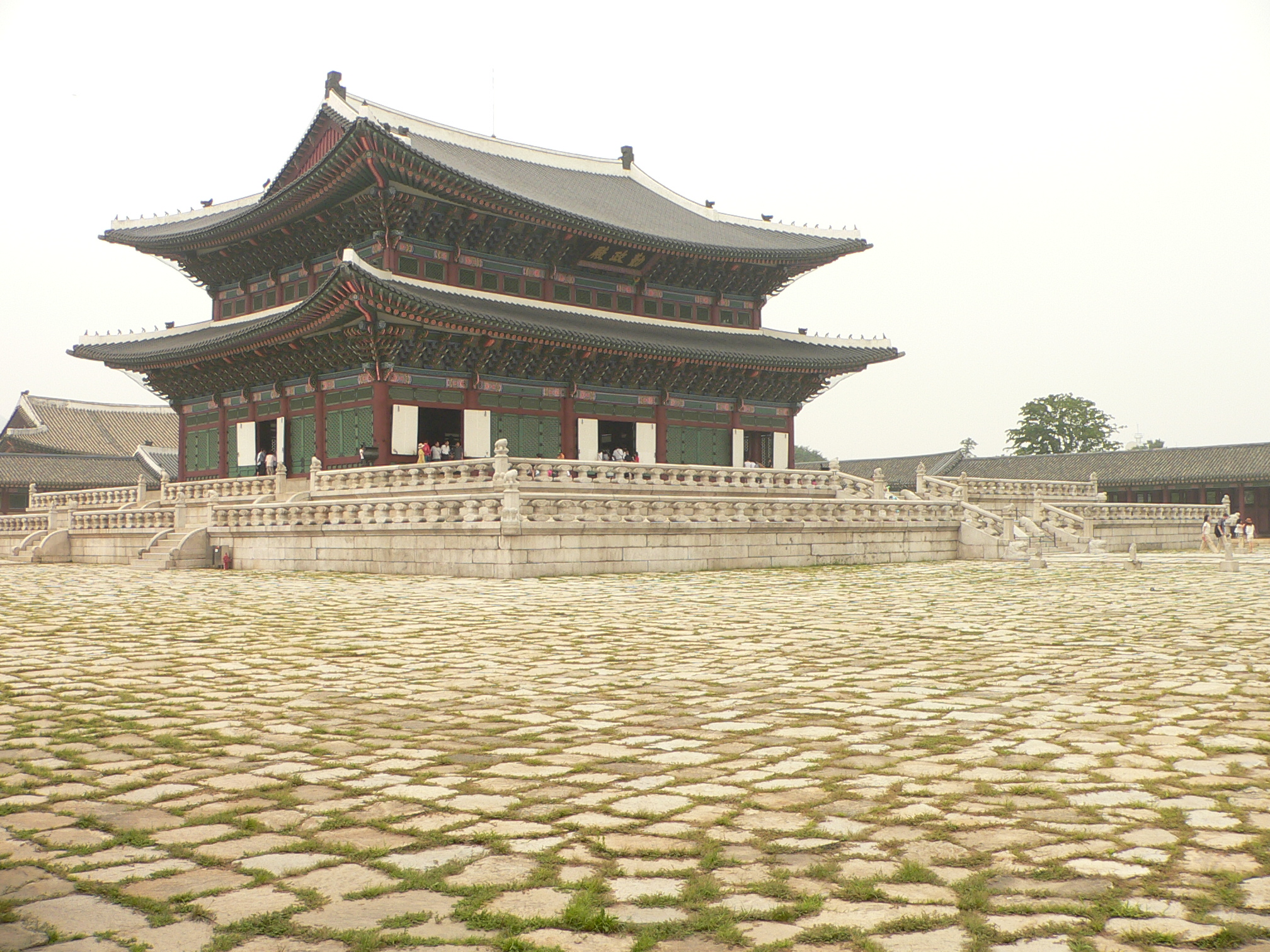
Тронний зал Чосон

У 1904 році почалась Російсько-японська війна. Офіційно Корея у ній участі не брала, але війна, на початку морська, а потім сухопутна, велась на першому етапі біля кордонів Кореї. Її гавані були місцями висадки японських військ. Коли війна перекинулась на територію Маньчжурії, Корея залишилася окупованою японськими військами. 30 січня 1904 року російський посол Павлов утік із Сеулу. Згідно з договором 23 лютого 1904 року, Корея формально визнала себе васалом Японії. Вона залишилась у васальних стосунках і після укладення миру.

## Анексія Японською імперією
Після російсько-японської війни 1904—1905 рр. Японська імперія встановила протекторат над Кореєю, а у 1910 році анексувала її. Японці проводили асиміляційну політику на півострові. Корейців змушували вивчати японську мову та змінювати корейські імена на японські. Окупаційна влада поширювала теорію єдиного «японсько-корейського етносу». Велика кількість корейців переселилася до Японії на заробітки. Окрім цього, корейці активно брали участь у колонізації Маньчжурії та Сахаліну.

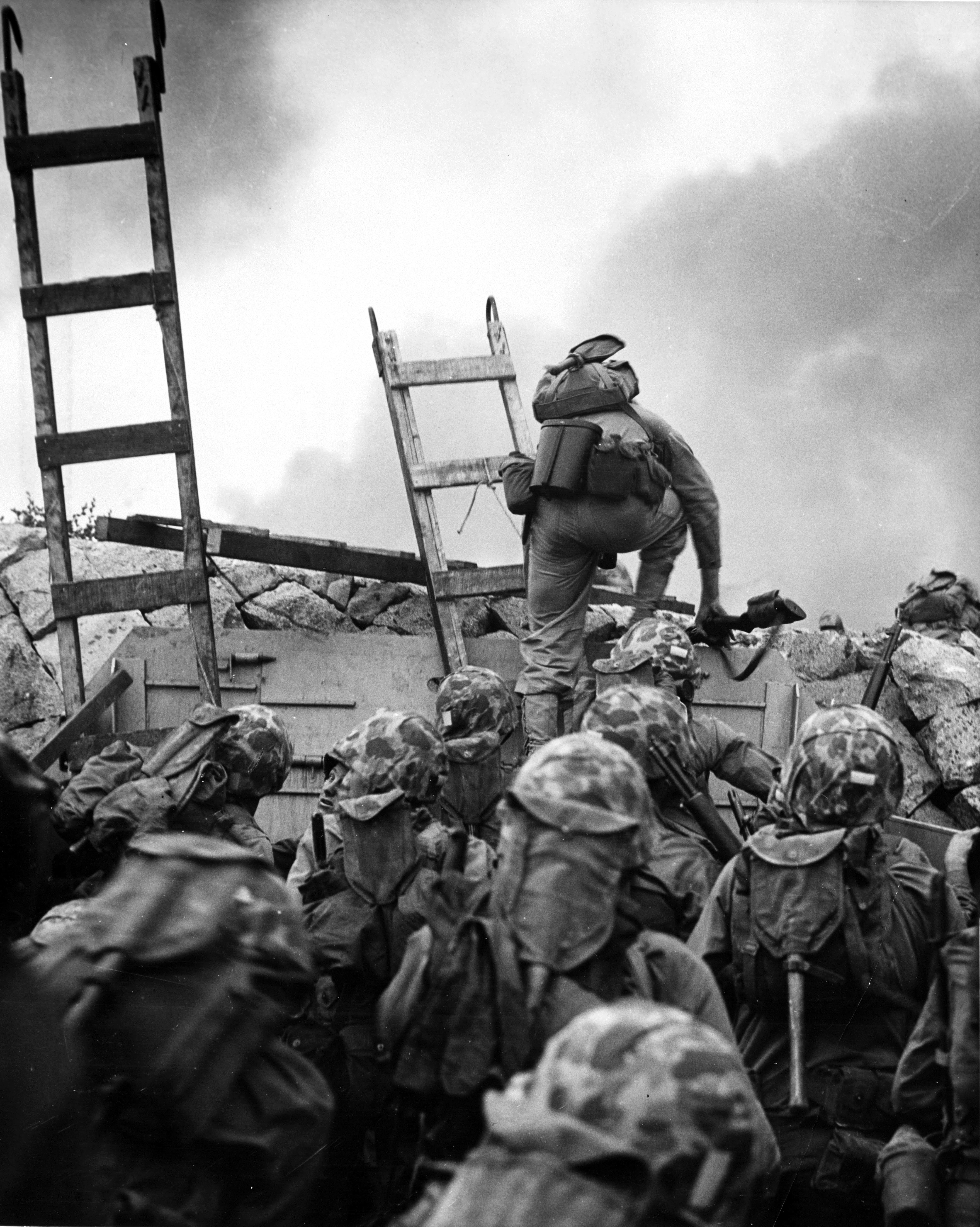
Солдати ООН у дюнах Інчхона в наступі

Поразка Японії в Другій світовій війні поклала край японському пануванню в Кореї (з неї були виселені всі японці). Північна частина Корейського півострова була окупована Радянським Союзом, а південна — США.

## Розкол Кореї
Період японської окупації завершився в 1945 році, після поразки Японської імперії в Другій світовій війні. За договором між союзниками антигітлерівській коаліції, Корея була поділена на радянську (на північ від 38‑й паралелі) і американську (на південь від тієї ж паралелі) зони відповідальності. Так країна розділилася на дві частини: Північну і Південну. Спроби відтворити єдину корейську державу провалилися, і в 1948 році були проголошені Республіка Корея (РК) і Корейська Народно‑Демократична Республіка (КНДР) 15 серпня і 9 вересня відповідно.
Корейська війна 1950—1953 рр. закріпила поділ країни. Тим не менш, обидві корейські держави впевнені, що країна об'єднається в майбутньому.